# Irina Tarasowa
Irina Tarasowa (ros. Ирина Ивановна Тарасова; ur. 15 kwietnia 1987 w Kowrowie) – rosyjska lekkoatletka, specjalizująca się w pchnięciu kulą, uczestniczka letnich igrzysk olimpijskich w Londynie (2012).

## Sukcesy sportowe
- dwukrotna brązowa medalistka mistrzostw Rosji w pchnięciu kulą – 2011[1], 2012[2]
- wicemistrzyni halowych mistrzostw Rosji w pchnięciu kulą – 2012[3]
- dwukrotna brązowa medalistka halowych mistrzostw Rosji w pchnięciu kulą – 2009[4], 2011[5]

| Rok  | Miasto     | Zawody                                | Konkurencja    | Wynik         |
| ---- | ---------- | ------------------------------------- | -------------- | ------------- |
| 2003 | Sherbrooke | Mistrzostwa świata juniorów młodszych | pchnięcie kulą | 5. miejsce    |
| 2004 | Grosseto   | Mistrzostwa świata juniorów           | pchnięcie kulą | 5. miejsce    |
| 2005 | Kowno      | Mistrzostwa Europy juniorów           | pchnięcie kulą | srebrny medal |
| 2006 | Pekin      | Mistrzostwa świata juniorów           | pchnięcie kulą | brązowy medal |
| 2007 | Debreczyn  | Młodzieżowe mistrzostwa Europy        | pchnięcie kulą | złoty medal   |
| 2007 | Bangkok    | Uniwersjada                           | pchnięcie kulą | złoty medal   |
| 2009 | Kowno      | Młodzieżowe mistrzostwa Europy        | pchnięcie kulą | srebrny medal |
| 2011 | Paryż      | Halowe mistrzostwa Europy             | pchnięcie kulą | 8. miejsce    |
| 2011 | Shenzhen   | Uniwersjada                           | pchnięcie kulą | złoty medal   |
| 2012 | Stambuł    | Halowe mistrzostwa świata             | pchnięcie kulą | 8. miejsce    |
| 2012 | Helsinki   | Mistrzostwa Europy                    | pchnięcie kulą | srebrny medal |
| 2012 | Londyn     | Igrzyska olimpijskie                  | pchnięcie kulą | 8. miejsce    |
| 2013 | Göteborg   | Halowe mistrzostwa Europy             | pchnięcie kulą | 5. miejsce    |
| 2013 | Kazań      | Uniwersjada                           | pchnięcie kulą | złoty medal   |
| 2013 | Moskwa     | Mistrzostwa świata                    | pchnięcie kulą | 7. miejsce    |
| 2014 | Zurych     | Mistrzostwa Europy                    | pchnięcie kulą | 6. miejsce    |
| 2015 | Mungyeong  | Światowe wojskowe igrzyska sportowe   | pchnięcie kulą | srebrny medal |

## Rekordy życiowe
- pchnięcie kulą – 19,35 – Adler 27/05/2012
- pchnięcie kulą (hala) – 18,76 – Wołgograd 21/01/2012